# Liposcelis formicaria
Liposcelis formicaria är en insektsart som först beskrevs av Hagen 1865.  Liposcelis formicaria ingår i släktet Liposcelis och familjen boklöss. Inga underarter finns listade i Catalogue of Life.